# Green Boots
Green Boots ("Botes Verdes") és el sobrenom donat al cadàver de Tsewang Paljor, membre d'una expedició de la Policia Fronterera Indu-Tibetana que va morir de fred al costat d'altres set persones durant el desastre de l'Everest de 1996. El cos momificat es trobava situat en una cova i tot aquell que volgués fer cim havia de passar al seu costat, fet que el va convertir en un dels punts de referència de la principal ruta d'ascens de l'aresta Nord-est de la muntanya Everest. El terme Green Boots té el seu origen en les botes de muntanya color verd que el cos encara conservava. Totes les expedicions des del costat nord solien trobar-se amb el cos, arraulit en una cova de pedra calcària a 8.500 metres, fins que al maig de 2014 va desaparèixer misteriosament. Es va presumir que havia estat sepultat per xerpes o per muntanyencs xinesos, però en 2017 va ser redescobert i enterrat definitivament per un equip encapçalat pel director del 7 Summits Club, Alexander Abramov.

## Origen
Green Boots era el cadàver d'un dels tres escaladors indis que figuren entre les víctimes mortals del desastre de l'Everest de 1996, provocat per un fort torb. Aquesta tragèdia, una de les tres pitjors de la història de l'Everest, és ben coneguda en els cercles de muntanyisme, ja que va acabar amb les vides de vuit persones, entre elles cinc escaladors de Adventure Consultants i Mountain Madness. Menys coneguts són els tres membres morts de l'expedició de la Policia Fronterera Indus-Tibetana (PFIT) de l'Índia. A aquesta expedició, dirigida pel comandant Mohinder Singh, es considera el primer ascens indi a l'Everest des del costat est. L'opinió més acceptada és que Green Boots era l'escalador indi Tsewang Paljor, qui portava botes Koflach de color verd el dia en que ell i altres dos membres del seu equip van aconseguir arribar al cim, encara que també és possible que el cos pugui ser el de Dorje Morup.

### Desastre de 1996
El 10 de maig de 1996, Tsewang Samanla (38 anys), Dorje Morup (47 anys) i Tsewang Paljor (28 anys) es van veure atrapats per una forta tempesta, molt a prop del cim. Mentre els altres membres de l'expedició van fer marxa enrere, Samanla, Morup i Paljor van decidir fer cim. Al voltant de les 3:45pm, els tres homes van cridar per ràdio al líder de l'expedició per a informar-lo que havien aconseguit fer cim, una afirmació que posteriorment seria qüestionada per Jon Krakauer, que basant-se en l'anàlisi d'una entrevista atorgada poc després a un equip japonès, creu que van poder haver-se detingut a 150 metres (492 peus) prop del punt més alt, confosos potser per l'escassa visibilitat. Van dipositar una ofrena de banderoles votives, khatas i pitons d'escalada. Aquí, Samanla va decidir passar més temps efectuant l'ofrena religiosa i els va ordenar als dos membres restants descendir.
Després d'això, ja no va haver-hi més comunicació per ràdio. En els camps inferiors, els angoixats companys de l'equip van veure dos fars movent-se lentament per sobre del Segon Graó — a 8.570 metres. Cap dels tres va aconseguir descendir fins a l'altura del campament a 8.300 metres.
Posteriorment, va sorgir controvèrsia arran de que l'equip d'escaladors japonesos de Fukuoka poguessin o no haver vist i potencialment fallat a ajudar als escaladors indis extraviats. El grup havia deixat el campament a 8300 metres a les 6:15am (hora de Pequín), aconseguint el cim a les 3:07pm. En el camí, es van trobar a altres persones en el camí. Sense tenir coneixement dels escaladors indis extraviats, van creure que aquestes persones, totes elles vestint ulleres i màscares d'oxigen sota les seves caputxes, eren membres d'un equip d'escaladors de Taiwan.Durant el descens, iniciat a les 3:30pm, van reportar veure un objecte sense identificar sobre el Segon Graó. Per sota del Primer Graó, es van comunicar per radio per a informar haver vist a una persona en una corda fixa. A partir de llavors, un dels escaladors, Shigekawa, va intercanviar salutacions amb un home sense identificar que es trobava a prop. En aquest moment, només tenien suficient oxigen per a tornar al campament VI.
A les 4:00pm, l'equip japonès es va assabentar, per un membre de nacionalitat índia dins del mateix equip, que tres homes es trobaven extraviats. Per tant, es van oferir a unir-se al rescat, però van ser rebutjats. Obligats a esperar un dia degut al mal clima, van enviar a un segon equip al cim el dia 13 de maig. Prop del Primer Graó, van veure alguns cossos, però van continuar el seu camí al cim.
Inicialment, va haver-hi diversos malentesos i paraules molt dures respecte a les accions de l'equip japonès, que van ser aclarides més tard. Segons Reuters, l'expedició índia afirmava que els japonesos s'havien compromès a ajudar en la cerca, però que en lloc d'això, havien seguit endavant en el seu intent de fer cim. L'equip japonès va negar haver abandonat o haver-se negat a ajudar als escaladors en agonia de camí al cim, reclamació que va ser acceptada per la Policia Fronterera Indus-Tibetana. El capità Kohli, un oficial de la Federació Índia de Muntanyisme, qui en un inici havia denunciat als japonesos, es va retractar de la seva afirmació que els japonesos s'haguessin compromès amb els indis el 10 de maig.
Green Boots era un dels gairebé 200 cadàvers que es troben escampats per l'Everest. No se sap quan es va començar a utilitzar el sobrenom Green Boots, però amb els anys es va convertir en un terme comú, ja que totes les expedicions des del costat nord es trobaven amb el cos a 8500 metres, a l'interior d'una cova de pedra calcària coneguda com la "cova de Green Boots". Aquesta cova es troba per sota de la primera etapa del camí.
El primer registre visual de Green Boots va ser un vídeo filmat el 21 de maig de 2001 per l'escalador francès Pierre Papparon. En el vídeo, Green Boots es troba ficat al llit sobre el seu costat dret, d'esquena al cim. Segons Papparon, els xerpes li van dir que era el cos d'un alpinista xinès que havia intentat l'ascens sis mesos abans. En anys posteriors, el cos es podia veure recolzat sobre el seu costat esquerre, enfront de la direcció del cim.

## David Sharp
Al maig de 2006, el muntanyenc britànic David Sharp va intentar per tercera vegada escalar l'Everest en solitari. Pobrament preparat per a les dures condicions climàtiques, va començar a patir hipotèrmia, per la qual cosa es va refugiar en la "cova de Green Boots". Sharp va romandre tota la nit assegut, congelant-se, al costat del cadàver de Green Boots. Encara que va ser vist quan encara estava amb vida per almenys uns 40 escaladors, aquests no van fer res per ajudar-lo, pensant erròniament que es tractava del mateix Green Boots, o que ja estava mort o simplement descansant. L'endemà al matí, uns alpinistes es van aproximar per a parlar amb ell, però van considerar que era massa perillós intentar un rescat, per la qual cosa van decidir abandonar-lo a la seva sort fins a la seva defunció. L'incident va provocar indignació en l'opinió pública i els alpinistes van ser durament criticats per, entre d'altres, Sir Edmund Hillary. El cadàver de Sharp va estar un any al costat de Green Boots, fins que va ser recuperat i enterrat.